# Poarta Sălajului, Sălaj
Poarta Sălajului, mai demult Vașcapău (în maghiară Vaskapu, în traducere „Poarta de Fier”), este un sat în comuna Românași din județul Sălaj, Transilvania, România.
Se află la o altitudine de 264 m deasupra nivelului mării. Populația este de 458 locuitori, determinată în 1 decembrie 2021, prin recensământ, chestionar, Recesământul Populației și Locuințelor 2021.

## Geografie

### Așezare
Cu o suprafață de 814,34 hectare, localitatea Poarta Sălajului este așezată în partea de sud a județului Sălaj și face parte din comuna Românași, care include în teritoriul său administrativ șase localități: Românași, Poarta Sălajului, Ciumărna, Păușa, Romița si Chichișa.
Satul Poarta Sălajului este așezat de-a lungul drumului național DN1F cuprins în culoarul european E81, între Cluj și Zalău la o depărtare de 22 km de Zalău, reședința de județ, și 63 km de Cluj.

#### Vecini
În partea de nord, satul se învecinează cu satul Românași, la est cu Hida, la vest cu Păușa, iar la sud cu satul Sânmihaiu Almașului. Satele Sănmihaiul Almașului și Hida sunt delimitate de satul Poarta Sălajului și de hotarul împădurit format de pădurile Gorgana și Jernău. În partea de nord este delimitat de dealul Buda și lunca formată de valea Agrijului cu șesurile Vașcapău, Lab și Rona.

### Relief
Teritoriul localității este plasat la extremitatea de vest a Depresiunii Almaș-Agrij, depresiune mărginită la nord de Munții Meseș. Din punct de vedere geo-morfologic predomină dealurile care sunt fragmentate de văi adânci, aici întâlnindu-se următoarele unități de relief: dealuri, terase, lunci. Dealurile predomină ca suprafață având o altitudine de 325 m, cu un aspect semicircular orientat pe direcția N-E, S-V. Luncile și terasele cuprinse în acest culoar cu o deschizătură maximă de 500-1000 m în zona cuprinsă între Poarta Sălajului-Românași-Păușa reprezintă cele mai bune terenuri agricole.

### Hidrografie
Teritoriul aparține din punct de vedere hidrografic bazinului Someșului, colector principal fiind râul Agrij care are un curs sinuos și o vale parțial neregulată, din care cauză în mai multe rânduri au fost inundate mari suprafețe agricole.
Pe raza satului Poarta Sălajului, Agrijul are ca afluent Valea Rastolțului (Pustii), care trece prin partea vestică a satului. Răstolțul are un debit scăzut în timpul verii și al iernii în timp ce primăvara și toamna are un debit destul de mare și uneori produce inundații în zona fânețelor.

### Climă
Având în vedere așezarea geografică, apele și relieful, clima satului Poarta Sălajului este specifică zonelor de deal. Temperaturile cele mai ridicate se înregistrează în luna iulie ajungând până la 38 °C, temperatura minimă absolută, −32 °C, înregistrându-se la 25 ianuarie 1954.
În bazinul Văii Agrijului prima zi de îngheț are loc în jurul datei de 20 octombrie, iar ultima zi de îngheț în jurul datei de 10 aprilie. Data medie a primei zăpezii este 10 noiembrie iar a ultimei zile cu zăpadă 1 aprilie; însă, în ultimii ani, datorită schimbărilor de climă care se manifestă, zăpezile încep sa fie tot mai rare.
Un factor hotărâtor primăvara îl are curentul rece care vine dinspre muntele Vlădeasa; în fiecare an produce pagube agriculturii dar mai ales pomiculturii.

## Istorie
Satul Poarta Sălajului fiind așezat în imediata apropiere a drumului care face legătura dintre Zalău și Cluj, iar în vechime faimosul drum al lui Traian care pornea de la Napoca spre Porolissum, astfel că din punct de vedere istoric prezintă un trecut cel puțin legendar.
Din monografia în limba maghiară a județului Sălaj scrisă de Petri Mór reiese că prima datare oficială apare în 1525 sub denumirea de Waskapw cea ce în traducere în limba română înseamnă Poarta de Fier.
În vremurile trecute legenda susține că la locul numit "Râtul Brebilor" existau porți de fier , care după 1 decembrie 1918 au fost distruse și aruncate intr-un lac din apropiere numit "Dâlboaca".
Satul Poarta Sălajului din punct de vedere administrativ a aparținut comitatului Dăbâca .
Înainte de 1525 satul a aparținut familiei Dobocai fiind primit de la Matei Corvin. În 1527 aparținea lui Dobocai Ferencz, pentru ca în 1558 regina Izabella să doneze moșia de la Poarta de Fier familiei Banfi Pall. În 1602 Poarta de Fier aparține lui Gheorghe Bașta iar in 26.09.1672 moșia de la Poarta de Fier trece in posesia lui Szentivamyr Samuel.
În lucrările monografice de la începutul secolului al XX-lea se mentioneaza: Vașcapău este un sat mic așezat înspre marginea de răsărit a comitatului Sălaj și din vremurile cele mai vechi a fost locuit numai de români. Poporul povestește că pe locul acesta a fost așezat mai demult satul Ciumărna.
În afară de știrile scrise este cunoscut faptul că la o distanță de 15 m. de șoseaua națională DN1F trecea drumul lui Traian. În Tabula pentigeriană se vede clar cum acest drum venea de la Napoca și mergea prin Largiana (Românași) spre Porolissum. Urme din acest drum, care în totalitate e acoperit, se scot la iveală (blocuri mari de piatră) cu prilejul săpăturilor.
În hotarul satului se află un deal pleș care domină zona, numit Tabara unde pe vremuri imemorabile susține legenda că a poposit împaratul Traian. Din discuțiile purtate cu istoricul Grațian Marcus reiese ca a poposit în august 1601 și Mihai Viteazul o noapte, în drumul său spre Cluj pe acest deal.
În același loc în august 1849 au fost cantonate pentru un scurt timp armatele țariste. Legenda susține că un ofițer rus a îngropat o comoară, lucru care nu a putut fi dovedit de săpăturile efectuate de-a lungul timpului.
Locuitorul Buruian Traian susține că satul de azi a fost întemeiat de circa 200 de ani(in forma în care este acum), iar locuitorii au venit din locul numit Puste din apropierea Văii Agrijului, ca urmare a deselor inundații provocate de acest râu.
De-a lungul drumului Cluj-Zalău au fost mai întai șapte case care erau și cârciumi , în grai local fogădauă, fapt pentru care satul a fost cunoscut sub numele Fogădauă , nume folosit și astăzi de către locuitorii din întraga zonă. De asemenea acest lucru se reflectă și în numele câtorva familii vechi din Poarta Sălajului.
Se știu și astăzi numele proprietarilor și locul unde erau așezate, asfel că s-a putut identifica în teren locul acestora dupa cum urmează:
- I. Klein Ianula –azi locuința lui Curea Alexandru
- II. Simion Maritz-azi locuința lui Curea Traian
- III.Gavrilă lui Ilie din Bercea-azi locuința lui Curea Ioniță
- IV.Klein Aradin din Păușa -azi locuința lui Moise Vasile- Picherul
- V. Rus Gavrilă-azi locuința lui Rus Todorel
- VI. Corb Nichita -azi locuința lui Corb Maria
- VII. Ghidali -azi locuința lui Stănean Alexandru

Datele orale și tradiția dovedesc că această localitate avea o importanță strategică deosebită din punct de vedere al căilor de comunicații și al transporturilor de mărfuri. Este clar că în vechime Drumul lui Traian asigura comunicațiile spre Porolissum , iar mai târziu pe aici au trecut în 1601 Mihai Viteazul, în 1849 trupele țariste În octombrie 1944 satul a devenit teatrul luptelor dintre armata română și trupele naziste și hortiste. Eroi necunoscuți au rămas aici în țărâna hotarului, iar în curtea bisericii de lemn a fost înmormântat eroul Alexandru Todea.

## Toponime
Un mărăciniș pe numele de Mânjele. Păduri: Pășuet, (Ptișcuța) Chișcuța?, Muncei. Pajiști și terenuri arabile: Unghiul Mare, Tabăra, Rîtul Brebilor, Pusta, Sorți, Boiște, Valea Păușei, în marginea Sorți. Fântâni: Fântâna Albă, în Ptișcuța era Fântâna Boilor, în Muncei Fântâna cea Bună, în Tabăra, Fântâna Taberei.
Denumirea actuală de Poarta Sălajului a fost dată de prefectul județului Sălaj Eugen Chiș în 1946, dar în grai local satul continuă să fie numit Fogădauă sau Vașcapău.

## Demografie
Conform datelor recensământului din 1930 localitatea Vașcapău număra 448 locuitori, dintre care 419 ortodocși, 14 mozaici, 13 reformați, 1 greco-catolic și 1 romano-catolic.

### Educație
Școala confesională este semnalată la începutul sec. al XIX –lea. Primul preot și învățător cunoscut era Ioan Curea, 1866 – 1876, după care a urmat până în anul 1909, dascălul Ioan Pop. Puținii elevi ce frecventau școala, învățau în casele unor localnici, care aveau cel puțin o cameră mai spațioasă și o închiriau. Actuala clădire a fost construită între anii 1922 – 1924, când a fost dată în folosință. Câte doi - trei ani, până la intrarea în noul local au funcționat: Ferencz Marton, Sebestyen Marton (1917), Simion Cosma și Traian Donciu. Din 1924 -1926 a fost învățător Ioan Maxim și din 1926 până în anul 1940, preotul și învățătorul Ioan Câmpean, nevoit să se refugieze în 1940 la Bazna, județul Sibiu.

### Religie

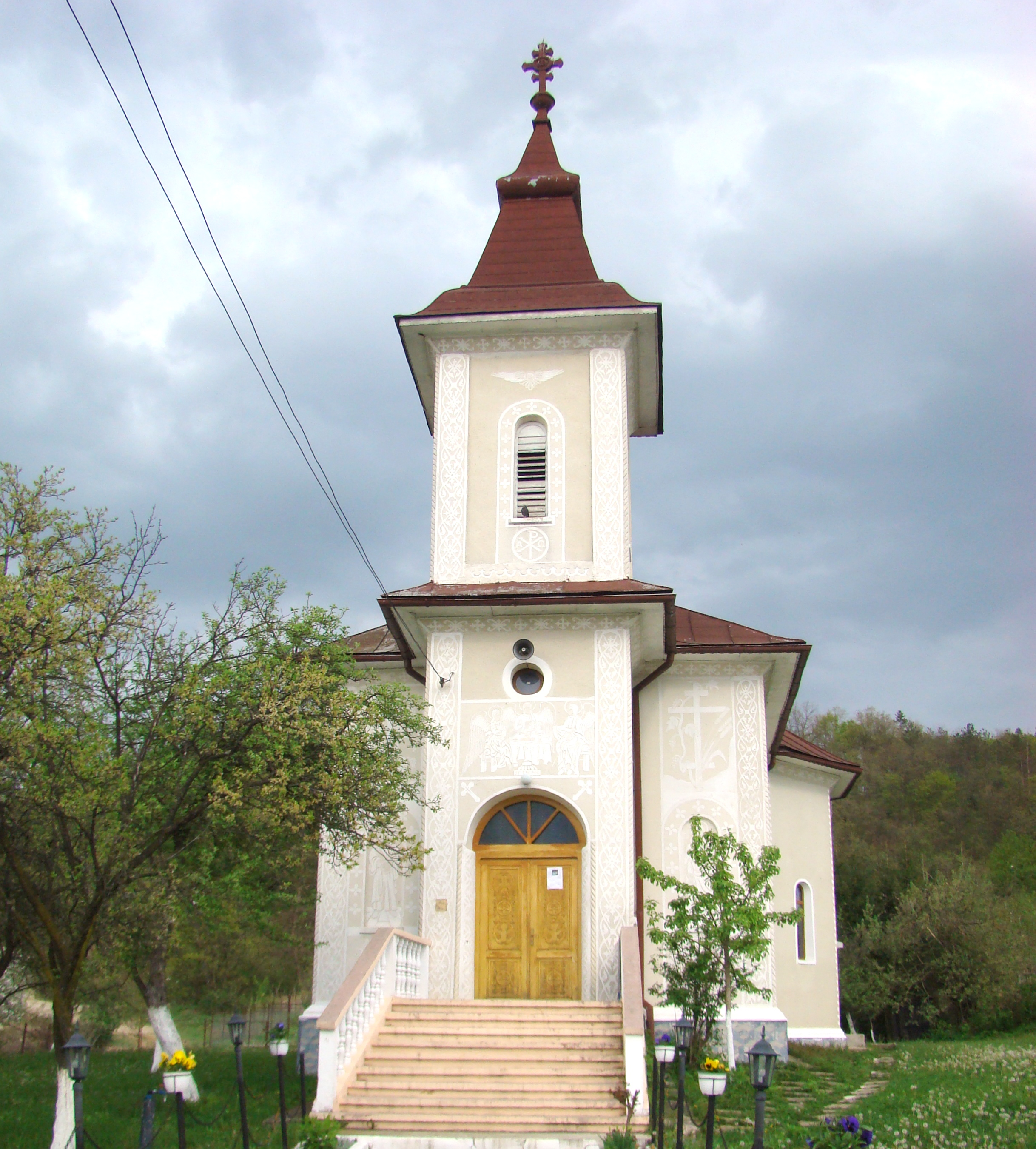
Biserica „Sfântul Ierarh Nicolae”

Cu hramul Sfântul Ierarh Nicolae, o construcție din piatră și cărămidă, își are obârșia în dorința mai veche a locuitorilor de a construi o biserică mai mare, care să fie folosită în locul bisericuței de lemn Sfinții Arhangheli Mihail și Gavriil, care devenise neîncăpătoare. Astfel, în timpul păstoririi preotului Ioan Cîmpeanu, în anul 1931 au început lucrările și au durat până în 1940, când a fost acoperită și tencuită numai în exterior.
Vitregiile vremii au făcut ca biserica să rămână în această stare până în anii 1968-1969, în timpul păstoririi părintelui Horațiu Alexandru, când s-a tencuit interiorul, s-au pus geamuri, uși, catapeteasmă și s-a dotat cu cele necesare slujirii.
A fost târnosită în 8 septembrie 1969 de către P S Valerian Zaharia. Alte lucrări de întreținere și înfrumusețare au avut loc în anul 1979, când s-a schimbat acoperișul înlocuindu-se țigla cu tablă zincată și s-a tencuit din nou interiorul bisericii; în 1980-1981 s-a pictat biserica de către pictorul prof. Coriolan Munteanu din Cluj Napoca, în tehnica tempera grasă. Lucrările de renovare și înfrumusețare au fost binecuvântate în toamna anului 1981, de catre P S Vasile Coman, episcop al Oradiei. Începând cu vara anului 2001, filia Poarta Sălajului, care aparținea de parohia Românași devine parohie, fiind hirotonit și instalat părintele Gabriel Gârdan de către P S Ioan Mihălțan, la 5 august 2001. Din 2003 biserica are un sistem modern de încălzire, iar în 2004 s-a renovat exteriorul și a fost împrejmuită cu un gard nou. În afara celor de mai sus, amintim în șirul preoților slujitori pe Ioan Curea 1866- , Gh. Vlaicu - , Nicolae Pavel, Eugen Olatu, 1954 - , Simion Drahnea -, Alexandru Horațiu, 1968 . 1977, Gheorghe Gherman, 1977 – 2001 și Viorel-Gabriel Gârdan până la sfârșitul anului 2009. Începând cu anul 2010 serviciul religios este oficiat de părintele paroh Petru-Marcel Șamșodan.

#### Lăcașuri de cult
- Biserica din lemn „Sfinții Arhangheli” (monument istoric)
- Biserica ortodoxă „Sfântul Nicolae”
- Biserica baptistă „Speranța”

## Imagini

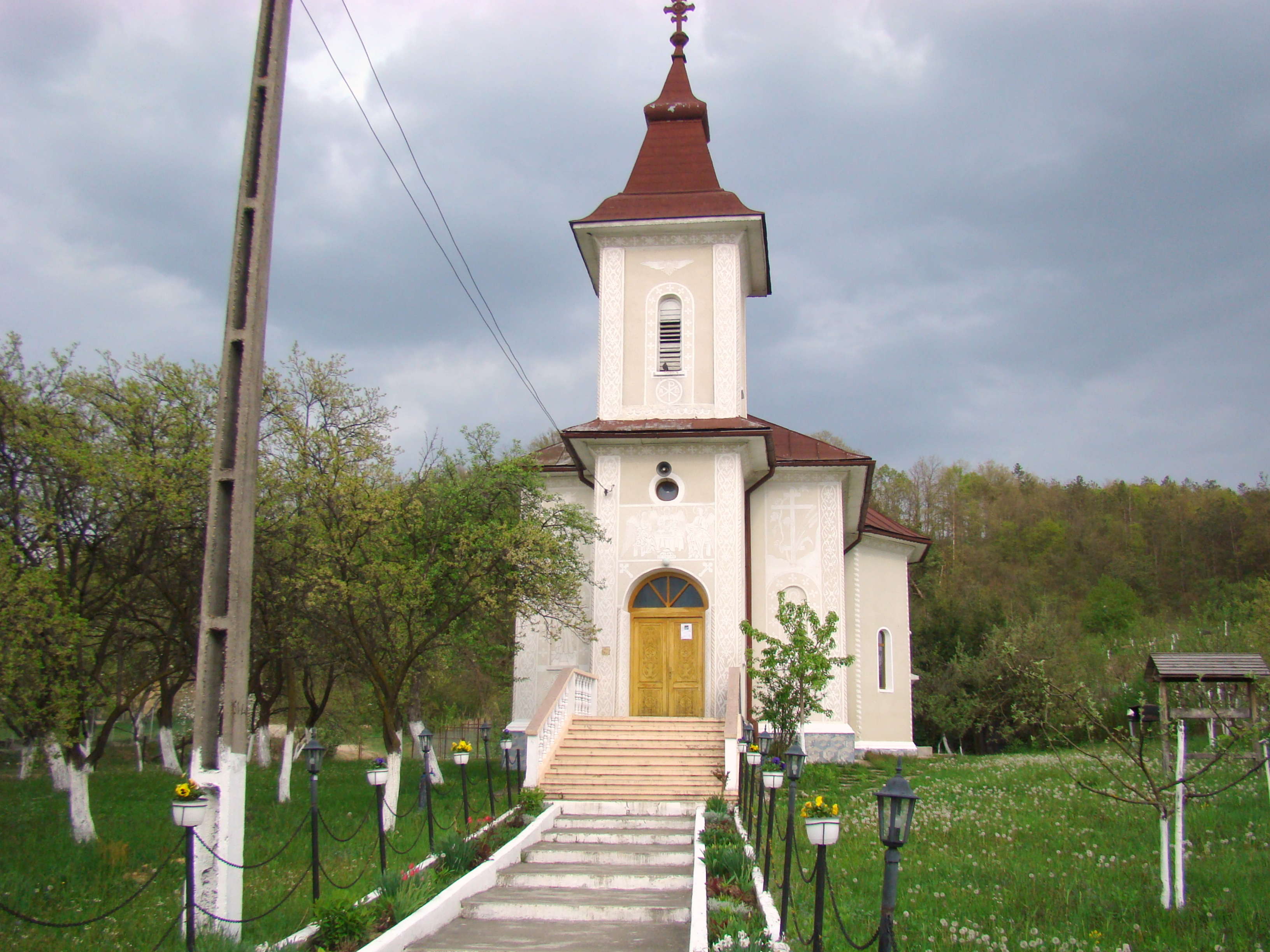
Biserica „Sfântul Ierarh Nicolae” (1914)
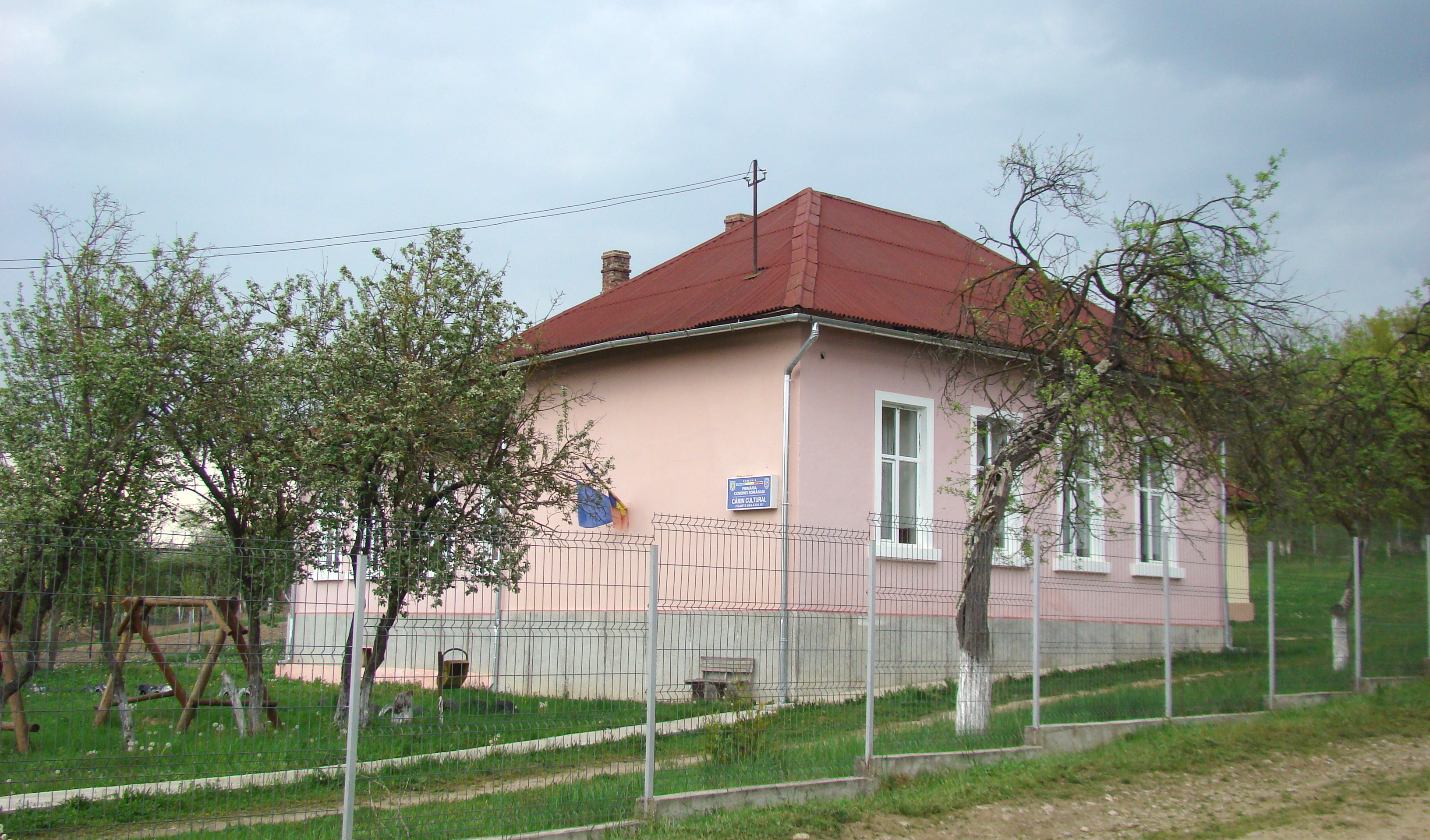
Căminul cultural
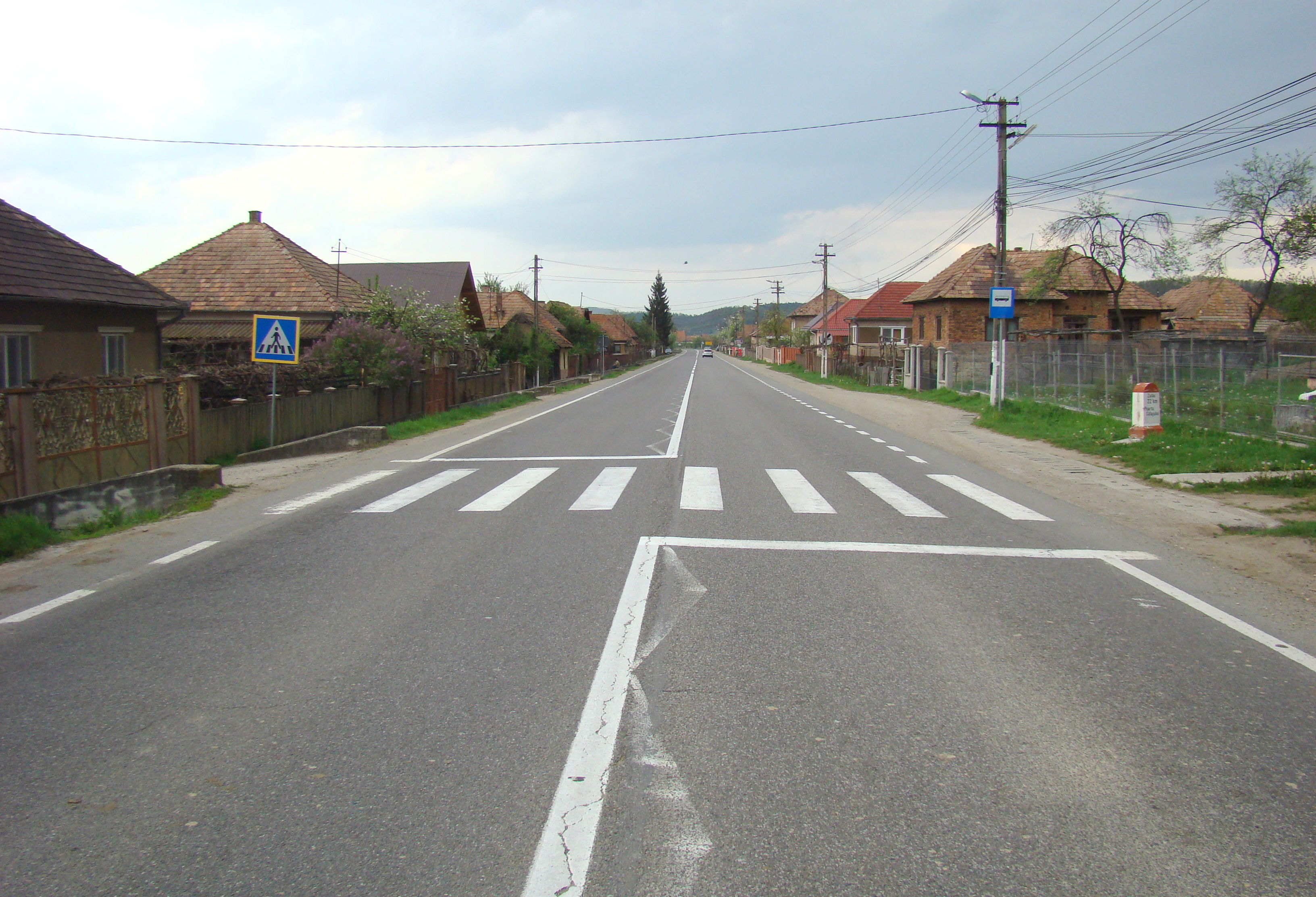
Centrul localității
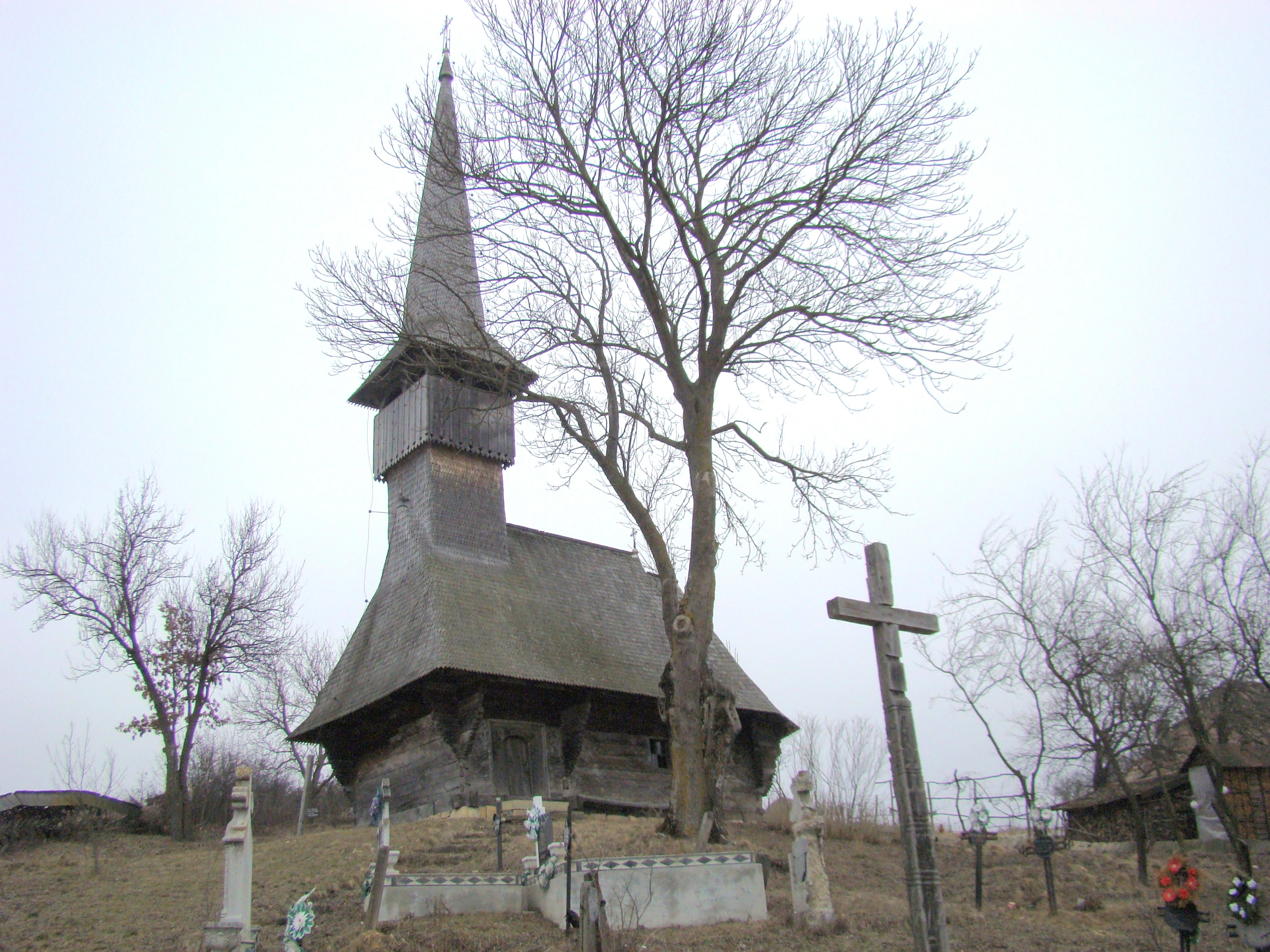
Biserica de lemn (monument istoric)